# Карл фон Тіме
Карл фон Тіме (нім. Carl von Thieme; нар. 30 квітня 1844, Ерфурт — пом. 10 жовтня 1924, Мюнхен) — німецький банкір.

## Життєпис
Його батько був директором німецької страхової компанії Тюрингія. У 1880 р. він заснував разом з Вільгельмом фон Фінком та Теодором фон Крамером-Клеттом німецьку страхову компанію Munich Re, а в 1890 р. у Берліні був разом із фон Фінком, співзасновником Allianz AG, компанії з фінансових послуг. Тіме був генеральним директором Munich Re до 1922 року.

## Нагороди
- 1914: Орден «За заслуги» Баварської корони